# رمپ (ویرجینیای غربی)
{{Infobox settlement|official_name=رمپ، ویرجینیای غربی|settlement_type=محدوده ثبت‌نشده|nickname=|motto=|image_skyline=|imagesize=|image_caption=|image_flag=|image_seal=|image_map=|mapsize=|map_caption=|image_map1=|mapsize1=|map_caption1=|pushpin_map=West Virginia#USA  
رمپ (به انگلیسی: Ramp) یک محدوده ثبت‌نشده در شهرستان سامرز، ویرجینیای غربی کشور ایالات متحده آمریکا واقع در شمال شرقی هینتون، ویرجینیای غربی است.

## تاریخچه
در سال ۱۹۰۵ یک دفتر پست به نام رمپ در این منطقه ساخته شد که تا سال ۱۹۴۲ پابرجا بود. علت انتخاب این نام، ازدیاد گیاه پیازچه بهاری در این منطقه بود که در زبان انگلیسی به آن Ramp گفته می‌شود.